# Parahaplotrichum
Parahaplotrichum är ett släkte av svampar. Parahaplotrichum ingår i familjen Thelephoraceae, ordningen Thelephorales, klassen Agaricomycetes, divisionen basidiesvampar och riket svampar.
|                  | Thelephora                                   |
|                  |                                              |
|                  | Tomentella                                   |
|                  |                                              |
|                  | Pseudotomentella                             |
|                  |                                              |
|                  | Hypochnus                                    |
|                  |                                              |
|                  | Tomentellastrum                              |
|                  |                                              |
|                  | Phaneroites                                  |
|                  |                                              |
|                  | Phanerodontia                                |
|                  |                                              |
|                  | Amaurodon                                    |
|                  |                                              |
|                  | Skepperia                                    |
|                  |                                              |
| Parahaplotrichum | \| \| Parahaplotrichum idahoense \| \| \| \| |
|                  | \| \| Parahaplotrichum idahoense \| \| \| \| |
|                  | Gymnoderma                                   |
|                  |                                              |
|                  | Tomentellopsis                               |
|                  |                                              |
|                  | Lenzitopsis                                  |
|                  |                                              |
|                  | Botryobasidium                               |
|                  |                                              |
|                  | Pleurobasidium                               |
|                  |                                              |
|                  | Entolomina                                   |
|                  |                                              |
|                  | Polyozellus                                  |
|                  |                                              |
|                  | Parahaplotrichum idahoense                   |
|                  |                                              |

|  | Parahaplotrichum idahoense |
|  |                            |